# Pseudagapostemon tessellatus
Pseudagapostemon tessellatus is een vliesvleugelig insect uit de familie Halictidae. De wetenschappelijke naam van de soort is voor het eerst geldig gepubliceerd in 1989 door Cure.